# La Fiancée du Dr Septimus
La Fiancée du Dr Septimus est un album illustré écrit par François Rivière et illustré par Jean Harambat, figurant parmi la collection des hors série des éditions Blake et Mortimer. Il est publié en septembre 2021.

## Contexte
En 1998, les éditions Dargaud publie une mini-série de quatre albums au format à l'italienne intitulée « Le dernier chapitre », des nouvelles illustrées réalisées par le scénariste Didier Convard et le dessinateur André Juillard dont le but est de rendre hommage à des personnages marquants de la bande dessinée. L'une de ces quatre nouvelles, L'Aventure immobile, est dédiée à Blake et Mortimer. Régulièrement rééditée, L'Aventure immobile ouvre ensuite la collection « Le nouveau chapitre », dans laquelle s'inscrit La Fiancée du Dr Septimus.

## L'histoire
Le réalisateur James Whale, d'origine britannique, revient à Londres dans les années 1950 dans le but d'adapter au cinéma l'affaire de La Marque jaune dont la société Hammer Film Productions a décidé de tirer un film. Le professeur Philip Mortimer, qui a participé à la résolution de l'affaire, doit apporter son expertise pour le tournage. Après avoir dîné avec Whale à l'hôtel Savoy, Mortimer et Richard Murray, le neveu de Francis Blake, manquent de se faire écraser par une voiture sans conducteur. Dans la nuit, James Whale est réveillé par une voix féminine tandis que Mortimer, qui téléphone à Blake, apprend que le Dr Septimus, le savant fou de La Marque jaune, avait une collaboratrice nommée Ursula Phelps. Pour tenter d'éclaircir le mystère, Mortimer, Murray et Whale se rendent au cottage abandonné du docteur.

## Analyse
La fiancée du Dr Septimus est non seulement un hommage à Edgar P. Jacobs et à son chef-d'œuvre La Marque jaune, mais également aux classiques du cinéma d'horreur que sont les films de James Whale comme La Fiancée de Frankenstein, sorti en 1935. La critique de bande dessinée Antoinette de Lornière salue le « trait énergique et singulier » de Jean Harambat, un trait décrit par Stéphane de Boysson comme « étonnamment doux, dépouillé et expressionniste ». Le critique indique que la palette du dessinateur « privilégie des couleurs passées, le mauve et le vert émeraude » et affirme que le traitement à l’aquarelle des dessins évoque « un carnet de croquis, accentuant l'aspect réaliste et suranné ». de ses dessins en pleine page, en format à l’italienne.
Pour le journaliste Jean-Laurent Truc, La Fiancée du Dr Septimus est « un court roman qui se laisse bien dévorer », reconnaissant en François Rivière un « maître des mots et du suspense ».